# Dicraeosauridae

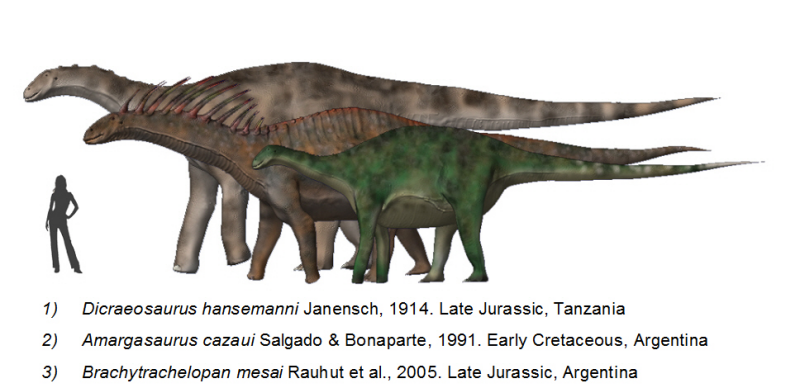
De Dicraeosauridae

De Dicraeosauridae zijn een groep dinosauriërs behorend tot de Diplodocoidea.
De familie Dicraeosauridae werd in 1929 door Janensch benoemd om Dicraeosaurus een plaats te geven.
De eerste definitie als klade was in 1998 door Paul Sereno: de groep bestaande uit alle Diplodocoidea die nauwer verwant zijn aan Dicraeosaurus dan aan Diplodocus. In 2005 voegde Sereno de soortnamen toe: Diplodocus longus en Dicraeosaurus hansemanni. 
De Dicraeosauridae zijn een vermoedelijke zusterklade van Diplodocidae binnen de Flagellicaudata. De groep moet zich op het laatst afgesplitst hebben tijdens het Kimmeridgien; de laatste bekende vertegenwoordiger is Amargasaurus uit het Barremien. Een derde soort is Brachytrachelopan. De groep bestaat uit kleine vormen uit Gondwana met een korte nek die weinig beweeglijk is. In 2019 is een nieuwe obdersoort ontdekt in Argentinië, die Bajadasaurus pronuspinax is gedoopt; enerzijds naar de vindplaats (Bajada Colorada) en anderzijds naar de 'voorovergebogen stekels'.
Tot de Dicraeosauridae worden gerekend:
- Amargasaurus
- Dicraeosaurus
- Brachytrachelopan
- Bajadasaurus